# St. Clair (Trinidad y Tobago)
St. Clair es una localidad de Trinidad y Tobago, que forma parte de la ciudad de Puerto España.

## Geografía
La localidad abarca parte de la isla Trinidad y limita al norte con Ellerslie Park y Boissiere (esta última localidad perteneciente a la región de Diego Martín), al sur con Woodbrook, al este con Puerto España y Newtown y al oeste con Federation Park y St. James.

## Demografía
Datos demográficos de la localidad de St. Clair:
| Gráfica de evolución demográfica de St. Clair entre 2000 y 2011 |
|                                                                 |